# Machimus setiventris
Machimus setiventris là một loài ruồi trong họ Asilidae. Machimus setiventris được Engel miêu tả năm 1930. Loài này phân bố ở vùng Cổ Bắc giới.